# Assedio di Moers (1597)
L’assedio di Moers del 1597, detto anche primo assedio di Moers, fu un assedio combattuto presso la città di Moers (attuale Germania) dal 29 agosto al 3 settembre 1597, nell'ambito della guerra degli ottant'anni. Gli spagnoli occuparono la città di Moers al comando del governatore Andrés de Miranda, ma questa poi venne attaccata dagli anglo-olandesi al principe Maurizio d'Orange. L'assedio si concluse con la capitolazione ed il ritiro della guarnigione spagnola.

## Antefatto
Moers era stata occupata dal governatore dei Paesi Bassi spagnoli, Alessandro Farnese, l'8 agosto 1586 ed il colonnello Camillo Sacchini de Modiliana ne era stato creato governatore con una modesta guarnigione. Ad ogni modo, nel 1597, gli Stati Generali di Le Hague, ottenuti nuovi fondi per la guerra, organizzarono una nuova campagna capitanata da Maurizio di Nassau, principe d'Orange, comandante di un contingente anglo-olandese, per scacciare gli spagnoli mentre questi erano occupati ad assediare Amiens.
Maurizio pianificò una campagna diretta verso i Paesi Bassi orientali, dove Groenlo e Oldenzaal erano le fortezze più importanti. Il 1º agosto 1597 Maurizio d'Orange assieme a suo cugino (e cognato) Guglielmo Luigi di Nassau-Dillenburg, con un esercito composto da 7000 fanti e 1200 cavalieri assieme a tredici compagnie di inglesi e dieci compagnie di scozzesi comandati dal colonnello Horace Vere si diresse verso l'importante città militare ed economica di Rheinberg che da sette anni era sotto l'occupazioen spagnola. Dopo un assedio di dieci giorni il 19 agosto gli spagnoli consegnarono la città a Maurizio, il quale successivamente si portò a sud dove si trovava Moers.

## L'assedio
Posta sulla riva occidentale del fiume Reno, la città di Moers era composta da una fortezza con un castello che il governatore spagnolo dell'Alta Gheldria, Herman van den Bergh, aveva rinforzato con una guarnigione di 400 soldati al comando di Andrés de Miranda.
All'arrivo di Maurizio, Moers venne assediata su due fronti ed il 29 agosto le sue batterie d'artiglieria aprirono il fuoco mentre gli ingegneri al suo seguito si occuparono del fossato. Moers ad ogni modo offrì ben poca resistenza agli anglo-olandesi: parte delle mura iniziarono a crollare già prima dell'attacco e Miranda alla fine si trovò costretto a negoziare con Maurizio d'Orange. Miranda ottenne per i suoi uomini il riconoscimenti dei pieni onori militari; il comandante olandese entrato in città si dedicò subito a rafforzarne le fortificazioni.
L'8 settembre, Maurizio marciò verso Orsoy, attraversò il Reno ed il Lippe e la sera dell'11 settembre fu davanti a Groenlo, città che venne quindi assediata per undici giorni costringendo infine gli spagnoli alla resa.